# L'Annonciation du Cestello
Pour les articles homonymes, voir Annonciation (homonymie) et L'Annonciation (Botticelli).
L'Annonciation dite du Cestello (en italien Annunciazione di Cestello)  est une peinture de Sandro Botticelli réalisée en 1489 et 1490 en tempera sur un panneau de 150 × 156 cm, restaurée en 1978 et  conservée au musée des Offices de Florence, œuvre caractéristique par son pavement perspectif, son paysage en fond, les poses très étudiées des protagonistes.

## Composition

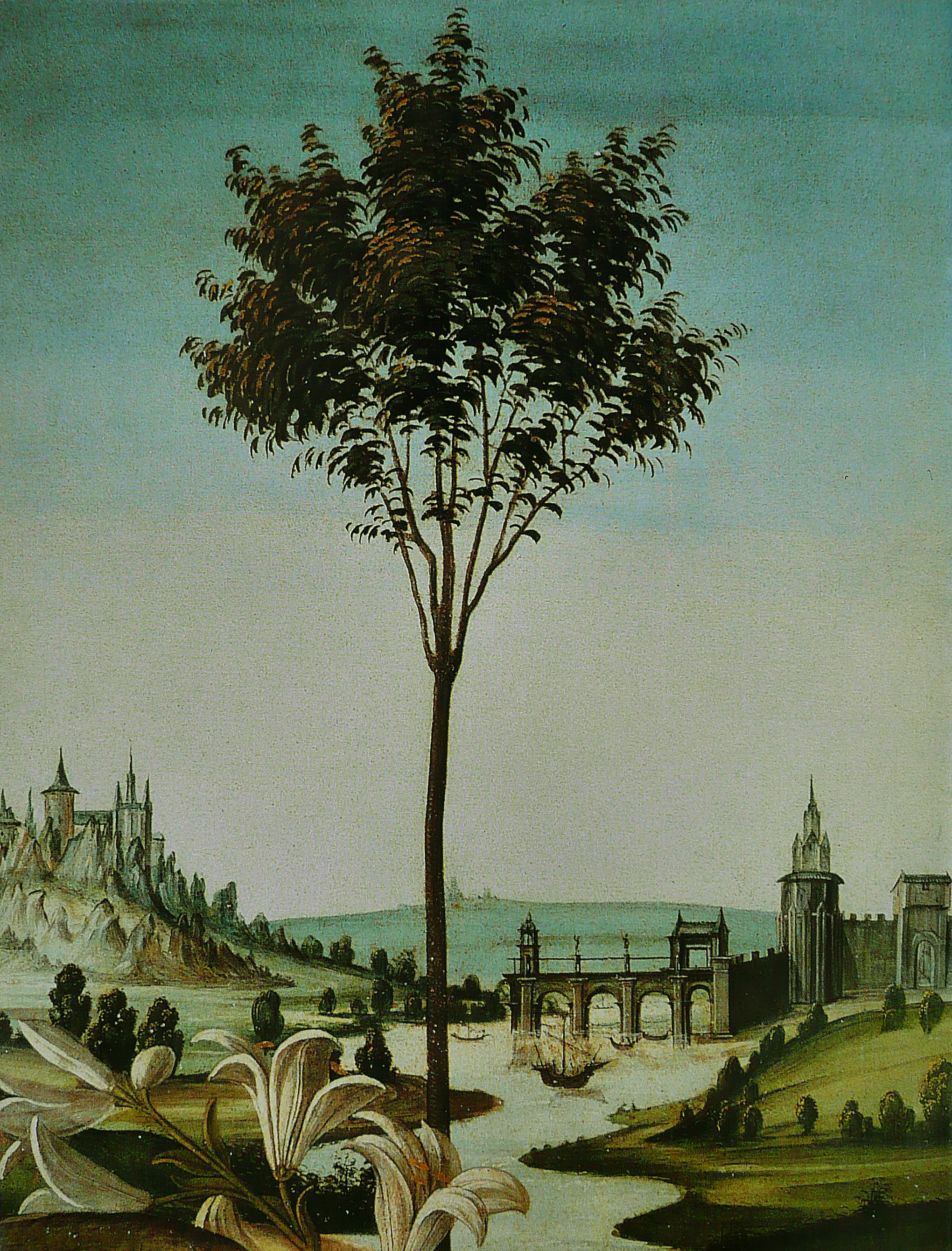
Le paysage.

On y trouve les éléments symboliques caractéristiques de l'iconographie de l'Annonciation : 
- la présence du livre consulté par Marie au moment de l'intervention de l'archange Gabriel[1],
- l'opposition des positions respectives de l'archange saluant à gauche et de la Vierge à droite, situés dans sa petite maison, la domuncula.
- la trame perspective[2] architecturale des premiers plans : ici le pavage, l'encadrement de la fenêtre, le socle du lutrin, le jardin clos à l'extérieur.
- un paysage dans l'arrière-plan à collines et châteaux médiévaux, soit l'infini (ici dans le  point de fuite), un monde idéalisé, d'une beauté paradisiaque, un rappel de l'Éden perdu par la faute que le Christ va racheter.
- entre les deux plans, un jardin fermé, l'hortus conclusus, ici symbolisé par un cadre de maçonnerie et des pousses.

Le centre du tableau est la convergence des deux mains entre annonciation et acceptation.

## Analyse
La scène se passe ici en intérieur. On peut voir l’ange sur la gauche et la Vierge à droite et au fond l'Éden perdu, points caractéristiques de l’iconographie de l’Annonciation. Une fenêtre nous laisse voir un paysage immense en arrière-plan. La perspective est très présente. On reconnaît ici l’influence de la formation de ciseleur de Botticelli. On voit en effet de nombreuses lignes droites : le pavage au sol, mais aussi les contours de la fenêtre, le socle du lutrin, le jardin dehors… Le point de fuite est situé au centre de la ligne d’horizon, elle-même située légèrement au-dessus du centre du tableau.
La fenêtre est décentrée. Cela s’explique par la volonté de Botticelli de donner au paysage d’arrière-plan un rôle secondaire, tandis que, placé au centre, toutes les lignes de fuite convergeant vers lui, le regard aurait inévitablement été attiré par lui, et se serait détourné des personnages, qui constituent l’élément principal du tableau.
La lumière joue ici un rôle mineur, elle semble relativement diffuse, bien que l’on puisse voir l’ombre de l’archange Gabriel projetée sur le sol. L’ange est ici véritablement agenouillé devant la Vierge, montrant, plus encore que chez Fra Angelico l’importance de celle-ci et de son rôle. La Vierge est dans une position étonnante, mais pleine de grâce. On peut sans doute émettre l’hypothèse que le moment précis illustré ici est « Mais à cette parole elle fut fort troublée » tandis que l’ange fait un geste rassurant « Ne craignez point, Marie  ». Le geste de la Vierge s'inscrit en fait dans une longue tradition iconographique et sa pose mouvementée ne fait qu'exprimer lyriquement les interrogations religieuses qui agitent Florence. La courbe créée par les deux personnages leur donne une étonnante dynamique qui contraste avec la rigidité des lignes de la pièce.
Le paysage que l’on aperçoit par la fenêtre, s’étendant très loin et mettant en place un paysage idéalisé, représente le Paradis perdu, que le Christ va racheter. On voit un tout jeune chêne, arbre sacré chez les Grecs et chez les Romains. Il symbolise l’infini temporel, tandis que la taille du paysage représente l’infini spatial.
L’ange tient dans sa main un lys, symbole de la blancheur et donc de la pureté et de la virginité, faisant référence à celle de Marie. La présence des couleurs rouge et bleu dans le tableau est marquée, dans les vêtements, et dans le décor.
Contrairement aux quatre des sept Annonciations connues de Botticelli, celle-ci ne comporte pas la colonne s'interposant entre Gabriel et Marie, en symbolisation du Christ (Chistus est columna) mais elle est remplacée astucieusement par le montant mouluré de l'ouverture et où les mains de l'ange et de Marie se rejoignent.